# Пузанов, Николай Васильевич
Николай Васильевич Пузанов (7 апреля 1938, Кыштым, Челябинская область, РСФСР, СССР — 2 января 2008, Санкт-Петербург) — советский биатлонист, выиграл в Гренобле вместе с Александром Тихоновым, Виктором Маматовым и Владимиром Гундарцевым первое эстафетное золото в истории Олимпиад в эстафете 4×7,5 км.
Заслуженный мастер спорта СССР (1968).

## Биография

Могила Пузанова на Серафимовском кладбище Санкт-Петербурга.

В детстве увлекался лыжами, бегал на коньках. Когда пришёл на завод учеником токаря, стал участвовать в соревнованиях. Стал чемпионом ДСО «Спартак» Челябинской области. Тренер — Л. А. Шкенёв.
Серьёзно начал заниматься лыжными гонками во время военной службы. Выиграл несколько соревнований, был приглашён к участию в чемпионате СССР по лыжам, где однако не блеснул.
Поворотным для Пузанова стало предложение тренера Игоря Ивановича Булочкина заняться биатлоном в 1960. Его заявили на чемпионат СССР 1961, где он занял 3-е место и отобрался в сборную СССР.
На чемпионате мира в Хямеэнлинне в 1962 году выиграл золото в командной гонке. С 1963 года продолжил выступления за СКА (Ленинград).
Участник двух зимних Олимпиад (1964 года — 10-е место на дистанции 20 км, и 1968 года).
В победной эстафетной гонке бежал 2-й этап. Тренеры ставили задачу удержать преимущество в 24 секунды, добытое Тихоновым, что в итоге и удалось Пузанову.
В 1970 году окончил Ленинградский институт физической культуры имени П. Ф. Лесгафта. Работал на кафедре физподготовки Военно-медицинской академии им. С. М. Кирова. Подполковник. Член КПСС с 1978 года.
Награждён медалью «За трудовое отличие» (1969).
Женат, сын Сергей и дочь Екатерина.
Умер 2 января 2008 года в Санкт-Петербурге. Похоронен на Серафимовском кладбище.

## Достижения
- Чемпион Олимпийских Игр 1968 в Гренобле
- Чемпион мира в командном зачёте 1962, Хямеэнлинна, Финляндия.
- Трёхкратный серебряный призёр Чемпионатов мира 1963, 1965, 1967.
- Восьмикратный чемпион СССР в лично-командном зачёте (1963, 1967 в гонке на 20 км, 1969 в эстафете 4×7,5 км)
- Восемнадцатикратный призёр чемпионата СССР
- Первый Чемпион Приза «Ижевская Винтовка», 1969 г.
- Чемпион (1962) и серебряный призёр Спартакиады Народов СССР